# George Alfred Henty
George Alfred Henty, född den 8 december 1832 i Trumpington, Cambridgeshire, död den 16 november 1902 i Weymouth, Dorset, var en engelsk journalist och författare. 
Efter att ha lämnat Cambridge utan att avlägga någon examen deltog Henty som frivillig i Krimkriget, varifrån han sände skildringar av Sevastopols belägring till Morning Advertiser. Henty knöts senare till Standard och deltog som krigskorrespondent i alla de följande europeiska krigen. Som författare skrev han en rad pojkböcker: A Search for a Secret, Out on the Pampas (1871), Young Franc-Tireurs (1872), The Queen's Cup (1897), Colonel Thorndyke's Secret (1898).